# Tamándaro
Tamándaro är en ort i Mexiko.   Den ligger i kommunen Jacona och delstaten Michoacán, i den centrala delen av landet, 300 km väster om huvudstaden Mexico City. Tamándaro ligger 1 591 meter över havet och antalet invånare är 1 469.
Terrängen runt Tamándaro är kuperad åt sydost, men åt nordväst är den platt. Runt Tamándaro är det ganska tätbefolkat, med 86 invånare per kvadratkilometer. Närmaste större samhälle är Zamora, 4,0 km norr om Tamándaro. I omgivningarna runt Tamándaro växer huvudsakligen savannskog.